# Playing with Numbers
Playing with Numbers (dall'inglese: giocando con i numeri) è il singolo di debutto della cantautrice irlandese Molly Sterling, pubblicato il 3 aprile 2015 da Lunar Records.
Il brano è stato scritto e composto da Molly Sterling e Greg French.
Playing with Numbers ha rappresentato l'Irlanda all'Eurovision Song Contest 2015 classificandosi al 12º posto nella seconda semifinale e non qualificandosi per la finale dell'evento.

## Video musicale
Il video musicale ufficiale di presentazione è stato pubblicato il 16 marzo 2015 sul canale ufficiale YouTube dell'Eurovision Song Contest. Alla creazione del video ha collaborato la cantante Michele McGrath.

## Partecipazione all'Eurovision Song Contest
Dopo esser stata selezionata da una giuria dell'emittente irlandese RTÉ, Molly Sterling ha preso parte all'Eurosong 2015, vincendo il concorso con Playing with Numbers e ottenendo il diritto di rappresentare l'Irlanda all'Eurovision Song Contest 2015 di Vienna, in Austria.
Sorteggiata per la partecipazione nella seconda semifinale, l'Irlanda si è esibita 2ª, classificandosi 12ª con 35 punti e non qualificandosi per la finale.

## Tracce
1. Playing with Numbers – 3:00
2. Playing with Numbers (versione karaoke) – 2:59

## Classifiche
| Classifica (2015) | Posizione massima |
| ----------------- | ----------------- |
| Irlanda           | 77                |